# Lista planetelor minore/191401–191500
Aceasta este Lista planetelor minore/191401–191500; pentru a naviga prin lista completă vezi Lista planetelor minore.
Pentru ale detalii vezi și Proiect:Astronomie sau Portal:Astronomie.
| Nume     | Denumire provizorie | Data descoperirii  | Locul descoperirii  | Descoperitor(i)   |
| -------- | ------------------- | ------------------ | ------------------- | ----------------- |
| 191401 - | 2003 SZ73           | 18 septembrie 2003 | Kitt Peak           | Spacewatch        |
| 191402 - | 2003 SM76           | 18 septembrie 2003 | Kitt Peak           | Spacewatch        |
| 191403 - | 2003 SB78           | 19 septembrie 2003 | Kitt Peak           | Spacewatch        |
| 191404 - | 2003 SZ79           | 19 septembrie 2003 | Kitt Peak           | Spacewatch        |
| 191405 - | 2003 SZ81           | 17 septembrie 2003 | Kitt Peak           | Spacewatch        |
| 191406 - | 2003 SD82           | 17 septembrie 2003 | Kitt Peak           | Spacewatch        |
| 191407 - | 2003 SJ86           | 16 septembrie 2003 | Palomar             | NEAT              |
| 191408 - | 2003 SP86           | 16 septembrie 2003 | Palomar             | NEAT              |
| 191409 - | 2003 SJ88           | 18 septembrie 2003 | Campo Imperatore⁠(d) | CINEOS⁠(d)         |
| 191410 - | 2003 SS92           | 18 septembrie 2003 | Kitt Peak           | Spacewatch        |
| 191411 - | 2003 SW93           | 18 septembrie 2003 | Kitt Peak           | Spacewatch        |
| 191412 - | 2003 SX103          | 20 septembrie 2003 | Socorro             | LINEAR            |
| 191413 - | 2003 SQ104          | 20 septembrie 2003 | Socorro             | LINEAR            |
| 191414 - | 2003 SW109          | 20 septembrie 2003 | Kitt Peak           | Spacewatch        |
| 191415 - | 2003 SA110          | 20 septembrie 2003 | Palomar             | NEAT              |
| 191416 - | 2003 SZ119          | 17 septembrie 2003 | Kitt Peak           | Spacewatch        |
| 191417 - | 2003 SU137          | 21 septembrie 2003 | Campo Imperatore⁠(d) | CINEOS⁠(d)         |
| 191418 - | 2003 SW138          | 20 septembrie 2003 | Palomar             | NEAT              |
| 191419 - | 2003 SZ138          | 21 septembrie 2003 | Socorro             | LINEAR            |
| 191420 - | 2003 SN139          | 18 septembrie 2003 | Socorro             | LINEAR            |
| 191421 - | 2003 SM146          | 20 septembrie 2003 | Palomar             | NEAT              |
| 191422 - | 2003 SW146          | 20 septembrie 2003 | Palomar             | NEAT              |
| 191423 - | 2003 SX146          | 20 septembrie 2003 | Palomar             | NEAT              |
| 191424 - | 2003 SA147          | 20 septembrie 2003 | Palomar             | NEAT              |
| 191425 - | 2003 SO148          | 16 septembrie 2003 | Kitt Peak           | Spacewatch        |
| 191426 - | 2003 SR149          | 17 septembrie 2003 | Socorro             | LINEAR            |
| 191427 - | 2003 SC154          | 19 septembrie 2003 | Anderson Mesa       | LONEOS            |
| 191428 - | 2003 SC155          | 19 septembrie 2003 | Anderson Mesa       | LONEOS            |
| 191429 - | 2003 SL157          | 19 septembrie 2003 | Anderson Mesa       | LONEOS            |
| 191430 - | 2003 SH159          | 21 septembrie 2003 | Socorro             | LINEAR            |
| 191431 - | 2003 SZ159          | 20 septembrie 2003 | Palomar             | NEAT              |
| 191432 - | 2003 SJ163          | 19 septembrie 2003 | Kitt Peak           | Spacewatch        |
| 191433 - | 2003 SW168          | 23 septembrie 2003 | Haleakalā           | NEAT              |
| 191434 - | 2003 SZ172          | 18 septembrie 2003 | Socorro             | LINEAR            |
| 191435 - | 2003 SX175          | 18 septembrie 2003 | Palomar             | NEAT              |
| 191436 - | 2003 SD177          | 18 septembrie 2003 | Palomar             | NEAT              |
| 191437 - | 2003 SR177          | 18 septembrie 2003 | Palomar             | NEAT              |
| 191438 - | 2003 SP178          | 19 septembrie 2003 | Socorro             | LINEAR            |
| 191439 - | 2003 SE182          | 20 septembrie 2003 | Socorro             | LINEAR            |
| 191440 - | 2003 SO182          | 20 septembrie 2003 | Campo Imperatore⁠(d) | CINEOS⁠(d)         |
| 191441 - | 2003 ST185          | 22 septembrie 2003 | Anderson Mesa       | LONEOS            |
| 191442 - | 2003 SG189          | 22 septembrie 2003 | Anderson Mesa       | LONEOS            |
| 191443 - | 2003 SG192          | 20 septembrie 2003 | Campo Imperatore⁠(d) | CINEOS⁠(d)         |
| 191444 - | 2003 SV193          | 20 septembrie 2003 | Socorro             | LINEAR            |
| 191445 - | 2003 SG194          | 20 septembrie 2003 | Anderson Mesa       | LONEOS            |
| 191446 - | 2003 SK199          | 21 septembrie 2003 | Anderson Mesa       | LONEOS            |
| 191447 - | 2003 SV201          | 26 septembrie 2003 | Desert Eagle        | W. K. Y. Yeung    |
| 191448 - | 2003 SC203          | 22 septembrie 2003 | Anderson Mesa       | LONEOS            |
| 191449 - | 2003 ST208          | 23 septembrie 2003 | Palomar             | NEAT              |
| 191450 - | 2003 SU210          | 23 septembrie 2003 | Palomar             | NEAT              |
| 191451 - | 2003 SD212          | 25 septembrie 2003 | Palomar             | NEAT              |
| 191452 - | 2003 SL216          | 26 septembrie 2003 | Socorro             | LINEAR            |
| 191453 - | 2003 SZ217          | 27 septembrie 2003 | Desert Eagle        | W. K. Y. Yeung    |
| 191454 - | 2003 SD221          | 28 septembrie 2003 | Socorro             | LINEAR            |
| 191455 - | 2003 ST225          | 26 septembrie 2003 | Socorro             | LINEAR            |
| 191456 - | 2003 SR226          | 26 septembrie 2003 | Socorro             | LINEAR            |
| 191457 - | 2003 ST231          | 24 septembrie 2003 | Palomar             | NEAT              |
| 191458 - | 2003 SS236          | 26 septembrie 2003 | Socorro             | LINEAR            |
| 191459 - | 2003 SL254          | 27 septembrie 2003 | Kitt Peak           | Spacewatch        |
| 191460 - | 2003 SE258          | 28 septembrie 2003 | Kitt Peak           | Spacewatch        |
| 191461 - | 2003 SD266          | 29 septembrie 2003 | Socorro             | LINEAR            |
| 191462 - | 2003 SF266          | 29 septembrie 2003 | Socorro             | LINEAR            |
| 191463 - | 2003 SJ266          | 29 septembrie 2003 | Socorro             | LINEAR            |
| 191464 - | 2003 SL269          | 26 septembrie 2003 | Goodricke-Pigott    | R. A. Tucker⁠(d)   |
| 191465 - | 2003 SY269          | 24 septembrie 2003 | Haleakalā           | NEAT              |
| 191466 - | 2003 SB273          | 27 septembrie 2003 | Socorro             | LINEAR            |
| 191467 - | 2003 SD280          | 18 septembrie 2003 | Palomar             | NEAT              |
| 191468 - | 2003 SB282          | 19 septembrie 2003 | Socorro             | LINEAR            |
| 191469 - | 2003 SL286          | 21 septembrie 2003 | Palomar             | NEAT              |
| 191470 - | 2003 SM286          | 21 septembrie 2003 | Palomar             | NEAT              |
| 191471 - | 2003 SE289          | 28 septembrie 2003 | Socorro             | LINEAR            |
| 191472 - | 2003 ST291          | 30 septembrie 2003 | Socorro             | LINEAR            |
| 191473 - | 2003 SL292          | 25 septembrie 2003 | Palomar             | NEAT              |
| 191474 - | 2003 SO292          | 25 septembrie 2003 | Palomar             | NEAT              |
| 191475 - | 2003 SU292          | 26 septembrie 2003 | Socorro             | LINEAR            |
| 191476 - | 2003 SX296          | 16 septembrie 2003 | Palomar             | NEAT              |
| 191477 - | 2003 SE297          | 18 septembrie 2003 | Haleakalā           | NEAT              |
| 191478 - | 2003 SP303          | 17 septembrie 2003 | Palomar             | NEAT              |
| 191479 - | 2003 SR308          | 29 septembrie 2003 | Anderson Mesa       | LONEOS            |
| 191480 - | 2003 SR310          | 28 septembrie 2003 | Haleakalā           | NEAT              |
| 191481 - | 2003 SH312          | 26 septembrie 2003 | Goodricke-Pigott    | R. A. Tucker⁠(d)   |
| 191482 - | 2003 SJ312          | 27 septembrie 2003 | Goodricke-Pigott    | R. A. Tucker      |
| 191483 - | 2003 SH319          | 21 septembrie 2003 | Anderson Mesa       | LONEOS            |
| 191484 - | 2003 TA1            | 3 octombrie 2003   | Kingsnake           | J. V. McClusky⁠(d) |
| 191485   | 2003 TO2            | 7 octombrie 2003   | Wrightwood          | J. W. Young⁠(d)    |
| 191486 - | 2003 TL7            | 1 octombrie 2003   | Anderson Mesa       | LONEOS            |
| 191487 - | 2003 TM7            | 1 octombrie 2003   | Anderson Mesa       | LONEOS            |
| 191488 - | 2003 TN15           | 15 octombrie 2003  | Anderson Mesa       | LONEOS            |
| 191489 - | 2003 TW16           | 14 octombrie 2003  | Anderson Mesa       | LONEOS            |
| 191490 - | 2003 TQ20           | 15 octombrie 2003  | Palomar             | NEAT              |
| 191491 - | 2003 TF21           | 15 octombrie 2003  | Anderson Mesa       | LONEOS            |
| 191492 - | 2003 TH57           | 5 octombrie 2003   | Socorro             | LINEAR            |
| 191493 - | 2003 TT57           | 14 octombrie 2003  | Palomar             | NEAT              |
| 191494 - | 2003 UE5            | 16 octombrie 2003  | Mülheim-Ruhr        | Mülheim-Ruhr      |
| 191495 - | 2003 UN11           | 20 octombrie 2003  | Socorro             | LINEAR            |
| 191496 - | 2003 UU21           | 21 octombrie 2003  | Kingsnake           | J. V. McClusky⁠(d) |
| 191497 - | 2003 UL27           | 23 octombrie 2003  | Goodricke-Pigott    | R. A. Tucker⁠(d)   |
| 191498 - | 2003 UB37           | 16 octombrie 2003  | Palomar             | NEAT              |
| 191499 - | 2003 UA41           | 16 octombrie 2003  | Anderson Mesa       | LONEOS            |
| 191500 - | 2003 UR47           | 24 octombrie 2003  | Haleakalā           | NEAT              |